# Petr Štengl
Petr Štengl (* 9. října 1960 Praha) je český básník, prozaik a vydavatel, jenž publikuje časopisecky. Původně se však vyučil tiskařem. Roku 2005 mu v edici Psího vína Stůl vyšla sbírka Co říkal Zouplna, pak v nakladatelství Petr Štengl kniha básní 3+1 (2010) a v nakladatelství Novela bohemica prózu To si vypiješ! (2014). V letech 2006 až 2011 byl šéfredaktorem časopisu pro současnou poezii Psí víno. Roku 2006 začal spolupracovat také s internetovým časopisem Dobrá adresa, od roku 2009 je jedním z jeho rotujících šéfredaktorů. Jeho neteří je začínající novinářka z Českého rozhlasu Marie Štenglová.